# Macromitrium streimannii
Macromitrium streimannii är en bladmossart som beskrevs av Vitt in Vitt, T. Koponen och J.C. Norris 1995. Macromitrium streimannii ingår i släktet Macromitrium och familjen Orthotrichaceae. Inga underarter finns listade i Catalogue of Life.